# Hôpital de Matany
L'hôpital de Matany (Matany Hospital, de son nom officiel en anglais Saint Kizito Hospital) est un hôpital privé situé à Matany (district de Moroto) au nord-est de l'Ouganda. Il a été fondé en 1970 par les sœurs comboniennes grâce au programme d'aide allemand Misereor. Il a une capacité de 226 lits.

## Géographie
L'hôpital est situé à environ 40 kilomètres par la route au sud-ouest de Moroto, la ville proche la plus importante et le chef-lieu du district. Matany se trouve à environ 385 kilomètres par la route au nord-est de Kampala, la capitale du pays.

## Description
L'hôpital de Matany est un hôpital privé qui appartient aujourd'hui au diocèse de Moroto et qui est administré par les sœurs comboniennes. Il est accrédité par l'Uganda Catholic Medical Bureau. L'hôpital gère aussi une école d'infirmières et une piste d'atterrissage pour les urgences. Comme il s'agit d'un hôpital dont les infrastructures sont bien entretenues, surtout lorsqu'il est comparé à l'hôpital régional, l'hôpital de Matany fonctionne comme un hôpital de référence pour la région de Karamoja et les districts avoisinants (Amuria, Katakwi et Soroti). Ces régions sont éloignées, particulièrement pauvres et sous-développées en infrastructures.

## Source
- (en) Cet article est partiellement ou en totalité issu de l’article de Wikipédia en anglais intitulé « Matany Hospital » (voir la liste des auteurs).